# 舍斯塔科沃农村居民点
舍斯塔科沃农村居民点（俄语：Шестаковское сельское поселение）是俄罗斯联邦沃罗涅日州博布罗夫区所属的一个农村居民点。其下辖有2个居民点，行政中心为舍斯塔科沃。据2016年统计，该农村居民点的人口为1821人。